# Álex Falcón
Alexander Falcón Meléndez, detto Álex (Río Piedras, 20 novembre 1973), è un ex cestista e allenatore di pallacanestro portoricano.

## Carriera
Con Porto Rico ha disputato i Campionati americani del 2007.